# Battaglia di Samotracia (1698)
La battaglia di Samotracia fu una battaglia inconclusa che ebbe luogo il 20 settembre 1698 nei pressi dell'isola di Samotracia, durante la sesta guerra ottomano-veneziana. Fu combattuta tra Venezia e l'Impero ottomano con i suoi vassalli tripolitani e tunisini dall'altra. Le vittime veneziane furono 299 morti e 622 feriti. Sebbene si concluse con una situazione di stallo, la battaglia di Samotracia è degna di nota come l'ultima battaglia significativa della Grande guerra turca.

## Antefatti
La flotta veneziana, guidata dal Capitano generale da Mar Giacomo Corner, insieme al Capitano Straordinario delle Navi Pietro Duodo e al Provveditore Generale da Mar Daniele Girolamo Dolfin, salpò dalla sua base a Nauplia il 13 giugno 1698. Era composta da 27 velieri e 3 brulotti ma nessuna galea, per cui Dolfin, che normalmente avrebbe guidato le galee, fu messo a capo della flotta a vela. Con l'obiettivo di portare la flotta ottomana in battaglia il prima possibile, la flotta si diresse verso l'Egeo settentrionale.
I veneziani razziarono Lemno il 26 giugno prima di dirigersi verso Imbro, dove le galee si unirono al resto della flotta all'ancoraggio, ma fu solo il 17 luglio che le prime navi ottomane furono avvistate alla foce dei Dardanelli. Gli ottomani non fecero alcuna mossa verso la flotta veneziana, così che quest'ultima lasciò Imbro il 1° agosto e ancorò di fronte ai Dardanelli. A quel punto gli ottomani levarono l'ancora e si mossero verso i veneziani, ma rimasero per lo più fuori portata e non seguì alcun impegno, prima che le navi ottomane ancorassero a Tenedo. Manovre simili seguirono nei giorni successivi, mentre gli ottomani si muovevano verso Imbro, i veneziani si avvicinavano, solo per far sì che entrambe le parti tornassero alle loro posizioni iniziali. Il 16 luglio Dolfin, navigando con un vento favorevole da nord, inseguì i turchi fino ai Dardanelli; nella loro fretta, questi ultimi distrussero e incendiarono l'ammiraglia dello squadrone tripolitano e fecero disalberare un'altra nave. Il 13 agosto gli alleati dei veneziani (squadroni di galee maltesi, papali e toscane) si unirono a loro a Imbro, ma il 25 luglio l'intera forza di galee, che era rimasta inattiva, lasciò Imbro per Poros. Due giorni dopo, la flotta veneziana salpò per Samotracia.

## La battaglia
Il 18 agosto le flotte veneziana e ottomana si avvistarono al largo di Samotracia, con gli ottomani sopravvento. Le due flotte manovrarono per il misuratore del tempo, finché, la mattina del 20 settembre, gli ottomani si trovarono sopravvento alla retroguardia veneziana. Dolfin decise di attaccare virando le sue navi alle 15:00, dopodiché il combattimento iniziò in una mischia disordinata. I veneziani avevano 20 navi, mentre gli ottomani 25, insieme a sette navi tripolitane e tunisine di riserva.
L'ammiraglia di Dolfin, la Rizzo d'Oro, fu raggiunta dalla San Lorenzo Giustinian, perse il suo pennone di mezzana e fu lasciata tra la flotta ottomana, ma fu poi recuperata dall'intervento delle altre due ammiraglie veneziane, l'Aurora di Duodo e l'Aquila Valiera di Bonvicini. Il timone dell'Amazzone, che guidava la linea di battaglia veneziana, fu disattivato e per un po' fu anche circondato dalle flotte ottomane. La battaglia terminò al tramonto, senza un chiaro vincitore: i veneziani persero 299 morti e 622 feriti, di cui 301 sul Rizzo d'Oro.